# Roger II de Montgomery
Roger II de Montgomery (c. 1030 - 27 de septiembre de 1094), llamado Roger el Grande. Vizconde de Hiémois, señor de Belesma y conde de Alenzón en Normandía, y conde de Arundel y de Shrewsbury en Inglaterra.
Con Matilde de Flandes, Odón de Bayeux, Guillermo FitzOsbern, Roger de Beaumont y Roberto de Mortain, fue uno de los constructores del llamado Regnun Normannorum, «Imperio de los normandos». Era hijo de Roger de Montgomery y primo de Guillermo el Conquistador.

## Biografía
Durante la infancia de Guillermo «el Bastardo», cuando la guerra de los barones llevó a Normandía a la anarquía (1037-1047), la familia de Montgomery no se mantuvo fiel al duque y, a decir del cronista Guillermo de Jumièges, se dedicó «a toda clase de crímenes». Pero Roger no pudo haber participado en ellos ya que entonces era un infante, y la conducta de sus hermanos no parece haber afectado a su relación con Guillermo.
Su situación fue tanto más clara a partir de 1047, cuando Guillermo tomó el gobierno en sus manos (véase batalla de Val-ès-Dunes) y emprendió una política agresiva para sustituir a los viejos barones por sus hermanos y primos. Ya en 1050 era vizconde de Hiémois y uno de los principales consejeros, y en 1051, a instancias de Guillermo, se casó con Mabel de Bellême, la rica heredera del patrimonio de los señores de Belesma. De suerte que Roger se convirtió en un gran magnate, a cambio de defender y mantener las ciudades de Domfront y Alenzón bajo la soberanía ducal.
Roger y Mabel fundaron y refundaron varios monasterios en Calvados y Orne, y también maltrataron las tierras de los monjes de la abadía de Saint-Évroult, ya que Mabel asumió el conflicto hereditario de su familia con los clanes de Giroie y Grandmesnil, fundadores y benefactores de esa abadía. A decir de Orderico Vital —monje de Saint-Évroult—, el Conquistador tenía «en gran estima a Roger y Mabel», que en 1068 consiguieron de Guillermo la devolución de varios dominios y el destierro de Hugo de Grandmesnil.
En 1066, cuando se emprendió la conquista de Inglaterra, el gobierno y defensa de Normandía quedaron en manos de la duquesa Matilde, que integró en su consejo a Roger de Montgomery y otros. Así que Roger no tomó parte en la invasión normanda; sin embargo, suministró 60 buques, y ya en diciembre de 1067 llegó a Inglaterra.
Recibió el distrito de Arundel (Sussex), esencial para la defensa del sur, y en 1071 se le confió una región más problemática: Shrewsbury (Shropshire), que debía proteger de las incursiones galesas, y donde él levantaría varios castillos. Además, recibió propiedades en las comarcas de Surrey, Hampshire, Wiltshire, Middlesex, Hertford, Gloucester, Worcester, Cambridge, Warwick y Stafford.
Tras la muerte de Guillermo (1087), Roger se radicó definitivamente en Inglaterra y dejó la gestión de sus posesiones normandas en manos de su hijo Roberto II de Bellême. Poco después se unió a la rebelión de los barones (1088) contra el nuevo rey Guillermo II el Rojo, pero se reconcilió con este, mientras todos los demás rebeldes perdieron sus posesiones inglesas.
Al final de su vida, el conde tomó los hábitos y se retiró a la abadía de Shrewsbury, que él fundara en 1083, donde murió tres días después.

## Familia y descendencia
De su matrimonio con Mabel († 1077) nacieron diez hijos:
- Roger de Montgomery († 1066).
- Roberto II el Diablo (1052-1113), señor de Belême y conde de Shrewsbury.
- Hugo II de Montgomery († 1098), conde de Shrewsbury.[1]
- Roger el Poitevino (c. 1055-122/1040), conde de La Marche.
- Felipe († 1099), que murió en el sitio de Antioquía.[2]
- Arnulf (c. 1068-1118/1122), conde de Pembroke.
- Emma, abadesa de Almenêches.
- Matilde, esposa de Roberto de Mortain.
- Mabel, esposa de Hugo de Châteauneuf-en-Thimerais.
- Sibila, esposa de Robert FitzHamon;

En segundas nupcias Roger se casó con Adelaida de Breteuil, unión de la que nació:
- Everardo († c. 1135), capellán de Enrique I de Inglaterra.